# Меддок (Північна Дакота)
Меддок (англ. Maddock) — місто (англ. city) в США, в окрузі Бенсон штату Північна Дакота. Населення — 402 особи (2020).

## Географія
Меддок розташований за координатами 47°57′45″ пн. ш. 99°31′45″ зх. д. / 47.96250° пн. ш. 99.52917° зх. д. (47.962444, -99.529241).  За даними Бюро перепису населення США в 2010 році місто мало площу 2,30 км², уся площа — суходіл.

## Демографія
Згідно з переписом 2010 року, у місті мешкали 382 особи в 196 домогосподарствах у складі 103 родин. Густота населення становила 166 осіб/км².  Було 253 помешкання (110/км²).
Расовий склад населення:
| - 95,5 % — білих - 3,1 % — корінних американців - 0,3 % — чорних або афроамериканців - 0,3 % — азіатів |

До двох чи більше рас належало 0,8 %. Частка іспаномовних становила 1,6 % від усіх жителів.
За віковим діапазоном населення розподілялося таким чином: 18,6 % — особи молодші 18 років, 56,8 % — особи у віці 18—64 років, 24,6 % — особи у віці 65 років та старші. Медіана віку мешканця становила 49,3 року. На 100 осіб жіночої статі у місті припадало 103,2 чоловіків;  на 100 жінок у віці від 18 років та старших — 94,4 чоловіків також старших 18 років.
Середній дохід на одне домашнє господарство  становив 47 808 доларів США (медіана — 36 058), а середній дохід на одну сім'ю — 60 021 долар (медіана — 53 750). Медіана доходів становила 33 214 долари для чоловіків та 37 708 доларів для жінок. За межею бідності перебувало 14,0 % осіб, у тому числі 16,7 % дітей у віці до 18 років та 20,0 % осіб у віці 65 років та старших.
Цивільне працевлаштоване населення становило 180 осіб. Основні галузі зайнятості: освіта, охорона здоров'я та соціальна допомога — 35,0 %, виробництво — 18,3 %, сільське господарство, лісництво, риболовля — 11,7 %, роздрібна торгівля — 10,6 %.